# Jay Supreme
Jay Supreme( 20 de agosto de 1965, Patterson, New Jersey, Estados Unidos) es un rapero estadounidense, y formado como artista de la banda alemana de onda eurodance Culture Beat.
Entre 1999-2000 inició trabajando con los Rappers Against Racism (raperos en contra el racismo) donde realizó sus dos hits como "Sorry" e "Hiroshima (Fly Little Bird)".